# Клятвенная девственница
Кля́твенная де́вственница (алб. virgjineshë, burrneshë, сербохорв. мушкобања, muškobanja), вирджина (сербохорв. вирџина, virdžina), тобелия (сербохорв. tobelija — от тур. tövbe — «обет») — женщина, добровольно принявшая клятву безбрачия (полного отказа от брака и сексуальной жизни) и перенимающая мужскую роль в семье. После принесения клятвы перед старейшинами деревни с «клятвенной девственницей» обходятся как с мужчиной. Она носит мужскую одежду, ведёт мужской образ жизни и имеет право голоса в управлении общиной наравне с мужчинами.

## Распространенность
Данный феномен имеет место в Албании, где, по сообщению «Deutsche Welle», в 2023 году проживала клятвенная девственница Джистина (как клятвенная девственница она получила имя «Дуни») Гришай. В Албании канун давал право наследования только мужчинам, и потому девушка становилась клятвенной девственницей, чтобы получить право наследования.
Ранее этот обычай существовал в Черногории, Косово и Метохии. Впервые о существовании «клятвенных дев» западноевропейским исследователям и путешественникам стало известно на рубеже XIX—XX веков. В настоящее время явление до сих пор встречается в консервативных северных провинциальных регионах Албании, хотя и постепенно исчезает. Одной из современных клятвенных девственниц является жительница Дурреса Диана Ракипай. Последней задокументированной черногорской вирджиной была Станка Церович (сербохорв. Станка Церовић, 1932—2016), бывшая самой старшей дочерью в семье и принявшая статус вирджины из-за гибели всех мальчиков во младенчестве.
Одной из причин, побуждающей девушку принимать клятву безбрачия, является нежелание вступать в навязываемый ей общиной брак. Другим важнейшим мотивом может быть отсутствие мужчин во главе семьи. При таком положении женщины в семье оказываются незащищёнными и не имеют представителя в совете общины. И лишь в случае, когда одна из женщин перенимает роль мужчины, семья имеет защитника своих интересов в совете. Такая ситуация может возникнуть, например, после смерти отца — главы семьи, когда в семье отсутствуют другие совершеннолетние мужчины. В этом случае «мужчиной» становится одна из незамужних женщин, приняв клятву целомудрия.